# Loivos da Ribeira
Loivos da Ribeira é uma povoação portuguesa do Município de Baião que foi sede da extinta Freguesia de Loivos da Ribeira, freguesia que tinha 2,53 km² de área e 480 habitantes (2011), e, por isso, uma densidade populacional de 190 hab/km².
A Freguesia de Loivos da Ribeira foi extinta em 2013, no âmbito de uma reforma administrativa nacional, tendo sido agregada à freguesia de Tresouras, para formar uma nova freguesia denominada União das Freguesias de Loivos da Ribeira e Tresouras da qual é sede.

## Localização
A Freguesia de Loivos da Ribeira estendia-se por uma área de cerca de 2,53 km² e compreendia o trecho final do vale do rio Teixeira, um pouco antes deste desaguar no rio Douro, no lugar da Ermida.
Confrontava a norte e a este com Tresouras; a sul, com Frende; e a leste com Santa Marinha do Zêzere,
Do alto da vizinha localidade de Tresouras, é possível obter uma panorâmica alargada de Loivos da Ribeira, que ocupa a parte baixa do vale, aberto e espraiado.

## População
| População da freguesia de Loivos da Ribeira | População da freguesia de Loivos da Ribeira | População da freguesia de Loivos da Ribeira | População da freguesia de Loivos da Ribeira | População da freguesia de Loivos da Ribeira | População da freguesia de Loivos da Ribeira | População da freguesia de Loivos da Ribeira | População da freguesia de Loivos da Ribeira | População da freguesia de Loivos da Ribeira | População da freguesia de Loivos da Ribeira | População da freguesia de Loivos da Ribeira | População da freguesia de Loivos da Ribeira | População da freguesia de Loivos da Ribeira | População da freguesia de Loivos da Ribeira | População da freguesia de Loivos da Ribeira |
| ------------------------------------------- | ------------------------------------------- | ------------------------------------------- | ------------------------------------------- | ------------------------------------------- | ------------------------------------------- | ------------------------------------------- | ------------------------------------------- | ------------------------------------------- | ------------------------------------------- | ------------------------------------------- | ------------------------------------------- | ------------------------------------------- | ------------------------------------------- | ------------------------------------------- |
| 1864                                        | 1878                                        | 1890                                        | 1900                                        | 1911                                        | 1920                                        | 1930                                        | 1940                                        | 1950                                        | 1960                                        | 1970                                        | 1981                                        | 1991                                        | 2001                                        | 2011                                        |
| 411                                         | 493                                         | 493                                         | 507                                         | 537                                         | 517                                         | 592                                         | 727                                         | 732                                         | 765                                         | 581                                         | 608                                         | 522                                         | 562                                         | 480                                         |

| Distribuição da População por Grupos Etários | Distribuição da População por Grupos Etários | Distribuição da População por Grupos Etários | Distribuição da População por Grupos Etários | Distribuição da População por Grupos Etários | Distribuição da População por Grupos Etários | Distribuição da População por Grupos Etários | Distribuição da População por Grupos Etários | Distribuição da População por Grupos Etários | Distribuição da População por Grupos Etários |
| -------------------------------------------- | -------------------------------------------- | -------------------------------------------- | -------------------------------------------- | -------------------------------------------- | -------------------------------------------- | -------------------------------------------- | -------------------------------------------- | -------------------------------------------- | -------------------------------------------- |
| Ano                                          | 0-14 Anos                                    | 15-24 Anos                                   | 25-64 Anos                                   | > 65 Anos                                    |                                              | 0-14 Anos                                    | 15-24 Anos                                   | 25-64 Anos                                   | > 65 Anos                                    |
| 2001                                         | 107                                          | 86                                           | 281                                          | 88                                           |                                              | 19,0%                                        | 15,3%                                        | 50,0%                                        | 15,7%                                        |
| 2011                                         | 77                                           | 67                                           | 245                                          | 91                                           |                                              | 16,0%                                        | 14,0%                                        | 51,0%                                        | 19,0%                                        |

## Património
- Igreja Matriz de Loivos da Ribeira;
- Capela da Senhora da Lapinha.

## História
O padroado da Igreja de Loivos da Ribeira pertencia ao morgado da Capela do Senhor das Chagas, pertencendo este à casa do Paço. O padroado passou, mais tarde, à Casa de Távora, que mandaram esculpir o seu brasão sobre o arco da Capela. Este brasão, como todos os que pertenciam àquela família, foi picado, na sequência do Processo dos Távoras.
As inquirições de 1258 trazem aquele que parece ser, até ao momento, a mais antiga referência a Loivos da Ribeira "Samcte Marie de Lobos" (Inq. 1165 Cfr. 1193). Em 1320, no Rol das Igrejas do Livro Branco da Sé de Coimbra (Cfr. H III. 622), surge como "Ecclesiam de Louhos". Num manuscrito da Biblioteca Apostólica Vaticana (Collct 179.126) datado de 131, figura como "Eclesia de Lauhas".
É interessante uma referência de 1530 (Archivo Histórico Portuguez; VII. 246), que reza o seguinte: "Logar d’Arrufe faz na freguesia Darvys da Ribeira". O lugar de Arufe ainda existe actualmente. Em 1542 (Censual da Mitra), surge a forma actual: "Santa Maria Madalena dos Loivos da Ribeira".

## Lenda do Penedo da Boa Mulher
Segundo a lenda local, numa pedra de granito com cerca de 12 metros de altura e um diâmetro de 50 metros, existe na parte mais baixa do seu topo, a uns 10 metros de altura, uma pequena ranhura a meio da mesma com aproximadamente 30 cm de altura e 3/4 cm de largura. Ainda hoje, várias pessoas testemunham ter visto no penedo uma bela Senhora a pentear os seus longos e brilhantes cabelos pretos. Sempre que a mesma se sentia observada, a abertura do penedo aumentava de tal modo que permitia o refúgio da bela Senhora no seu interior.

## Galeria

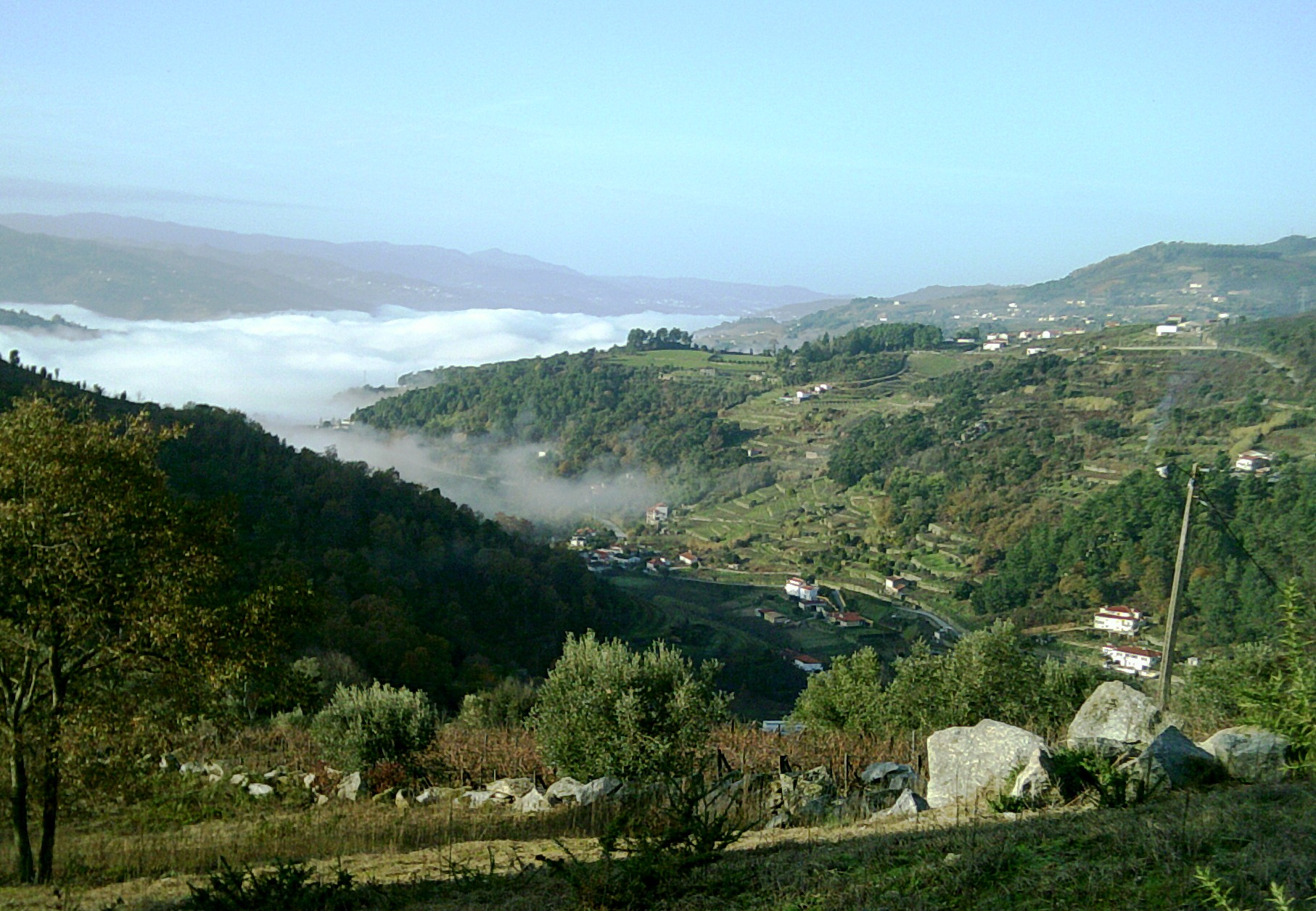
Arufe
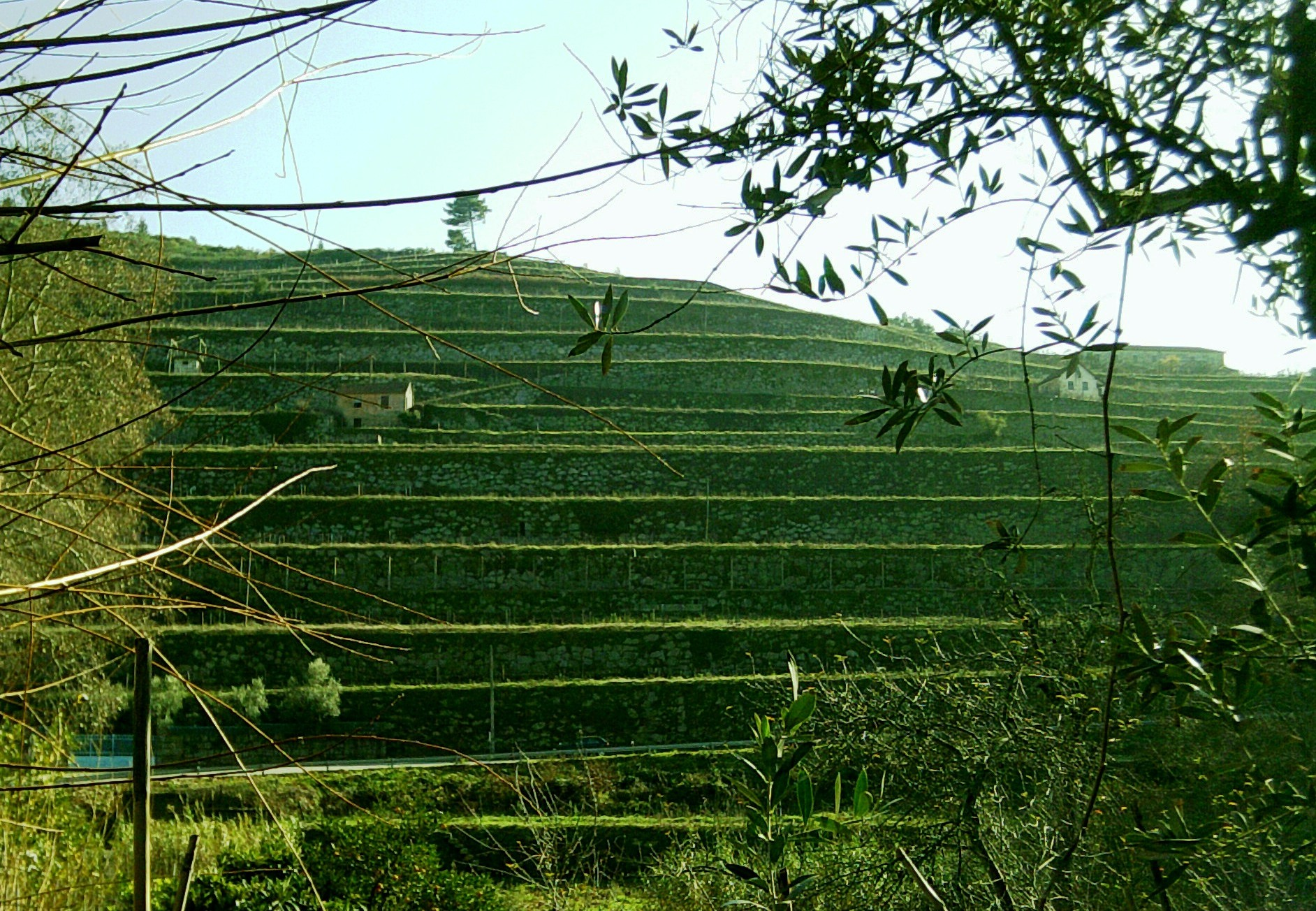
Arufe: vinhas
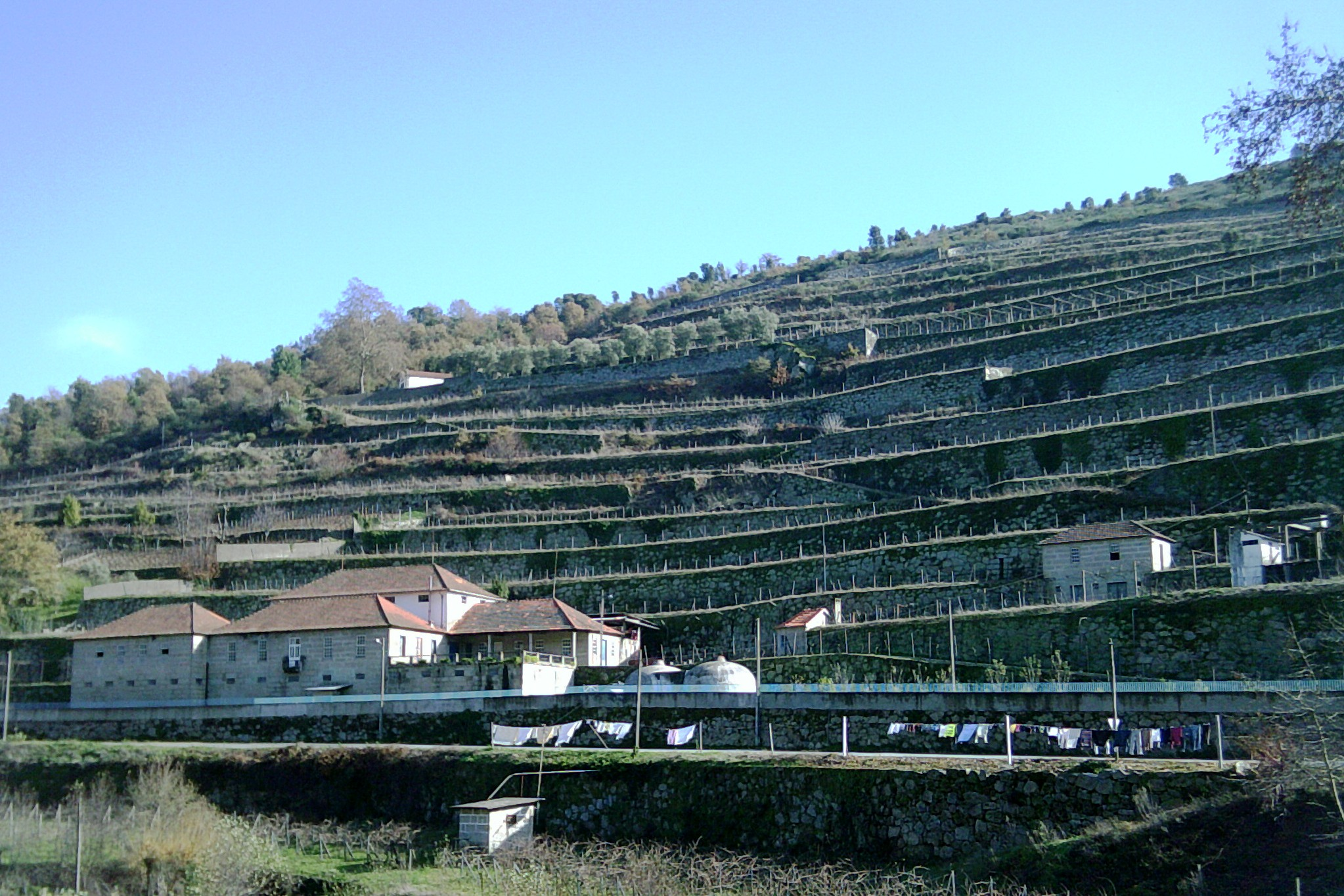
Arufe: vinhas e Capela da Lapinha
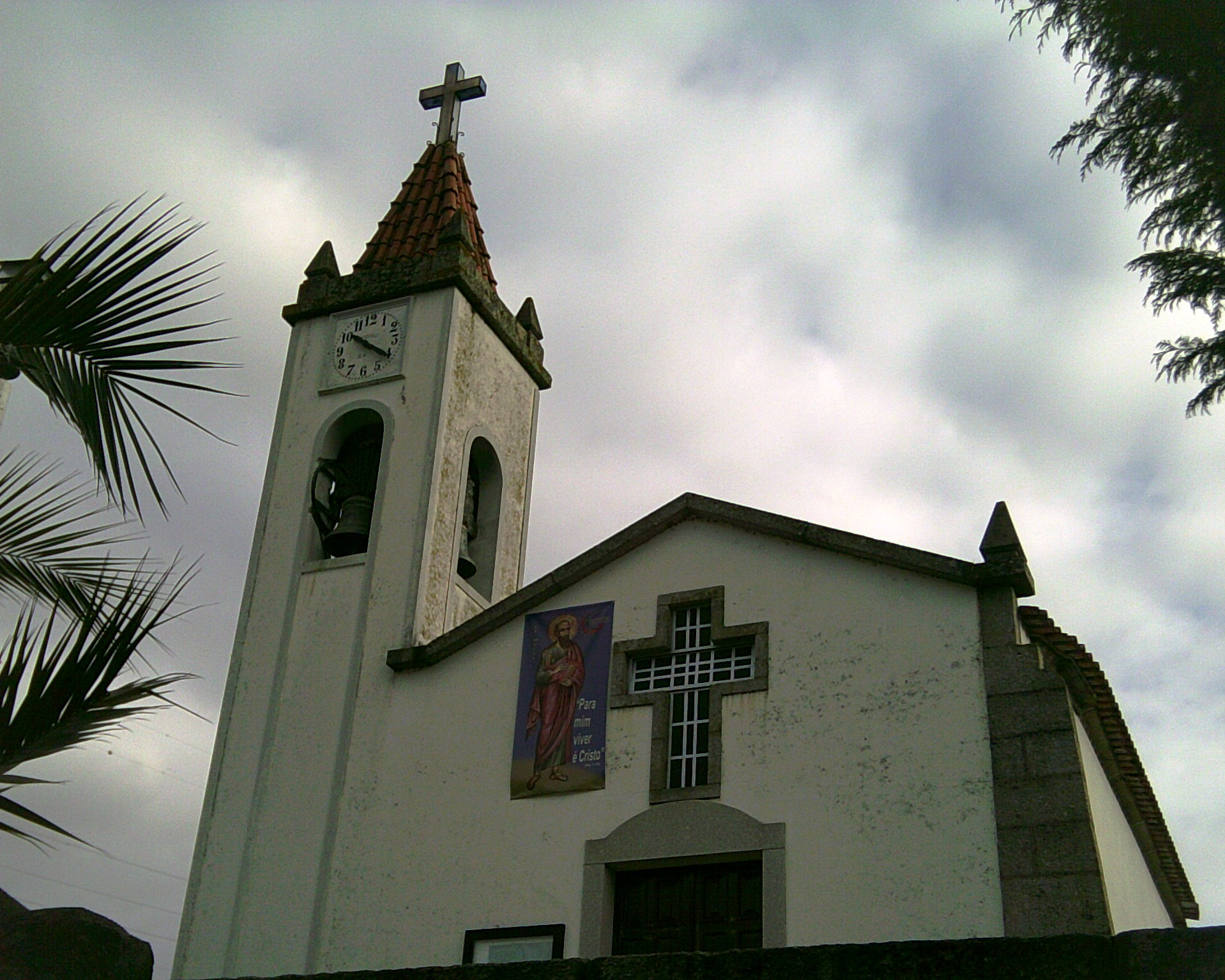
Loivos da Ribeira: Matriz
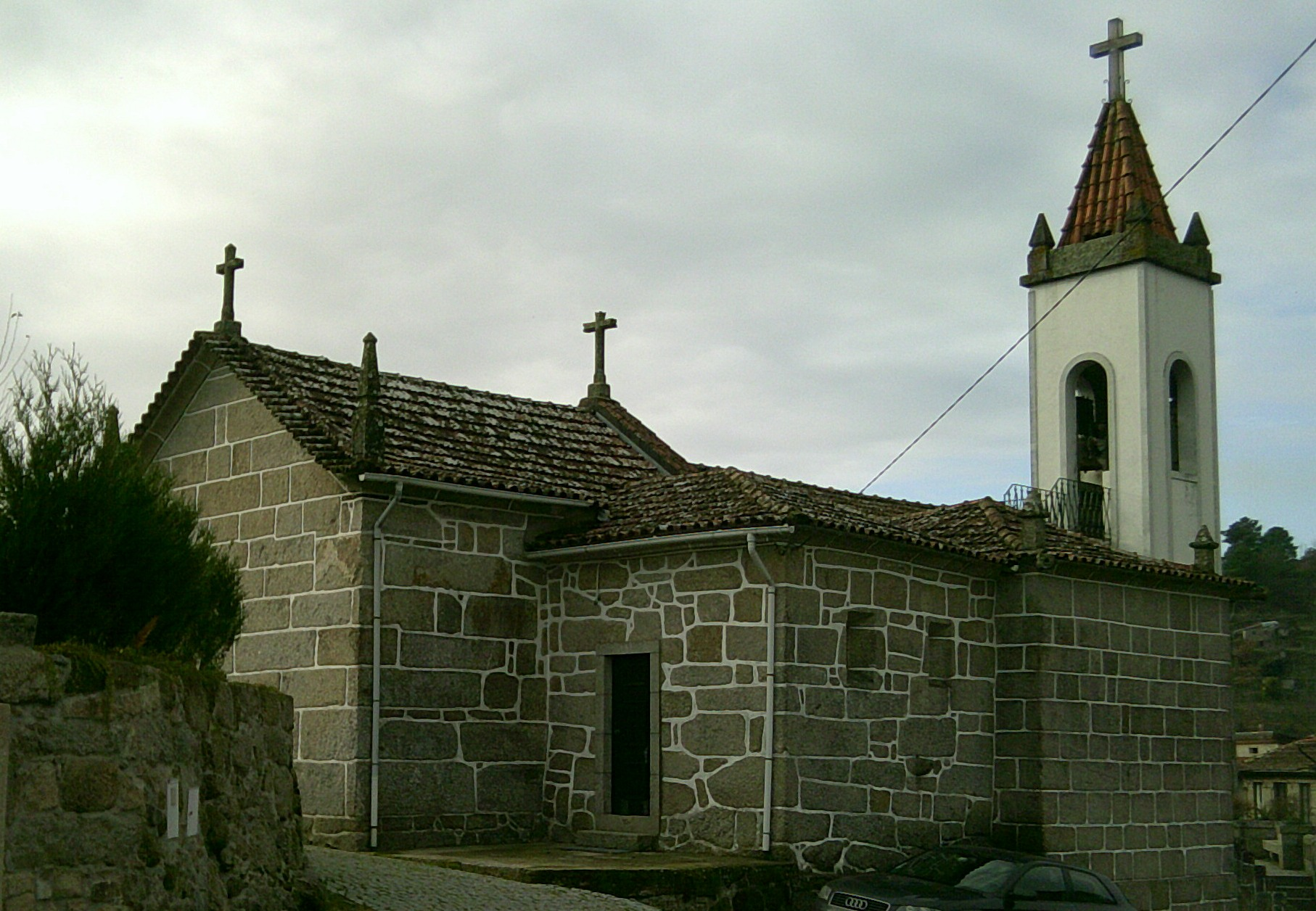
Loivos da Ribeira: Matriz
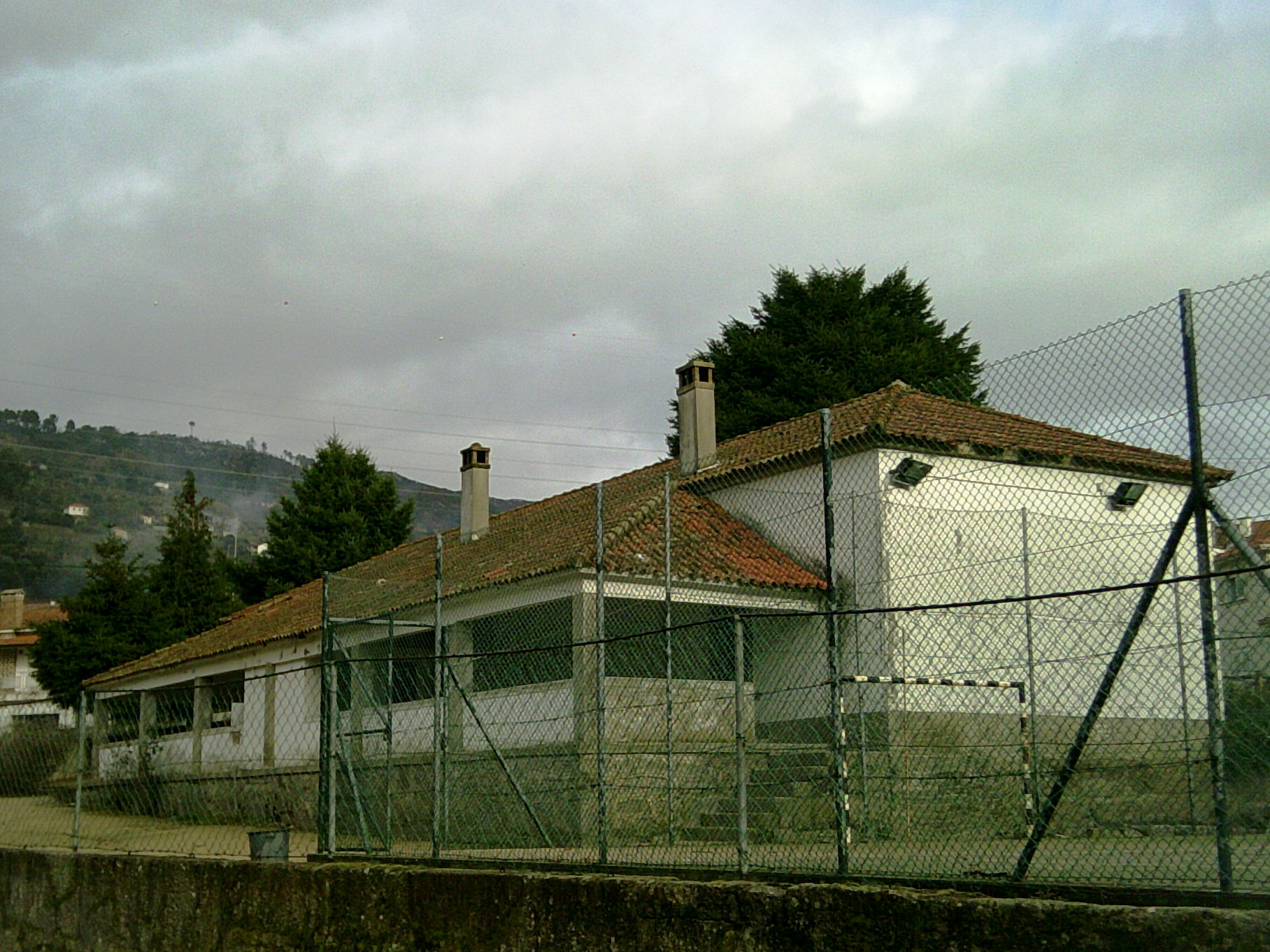
Loivos da Ribeira: escola primária
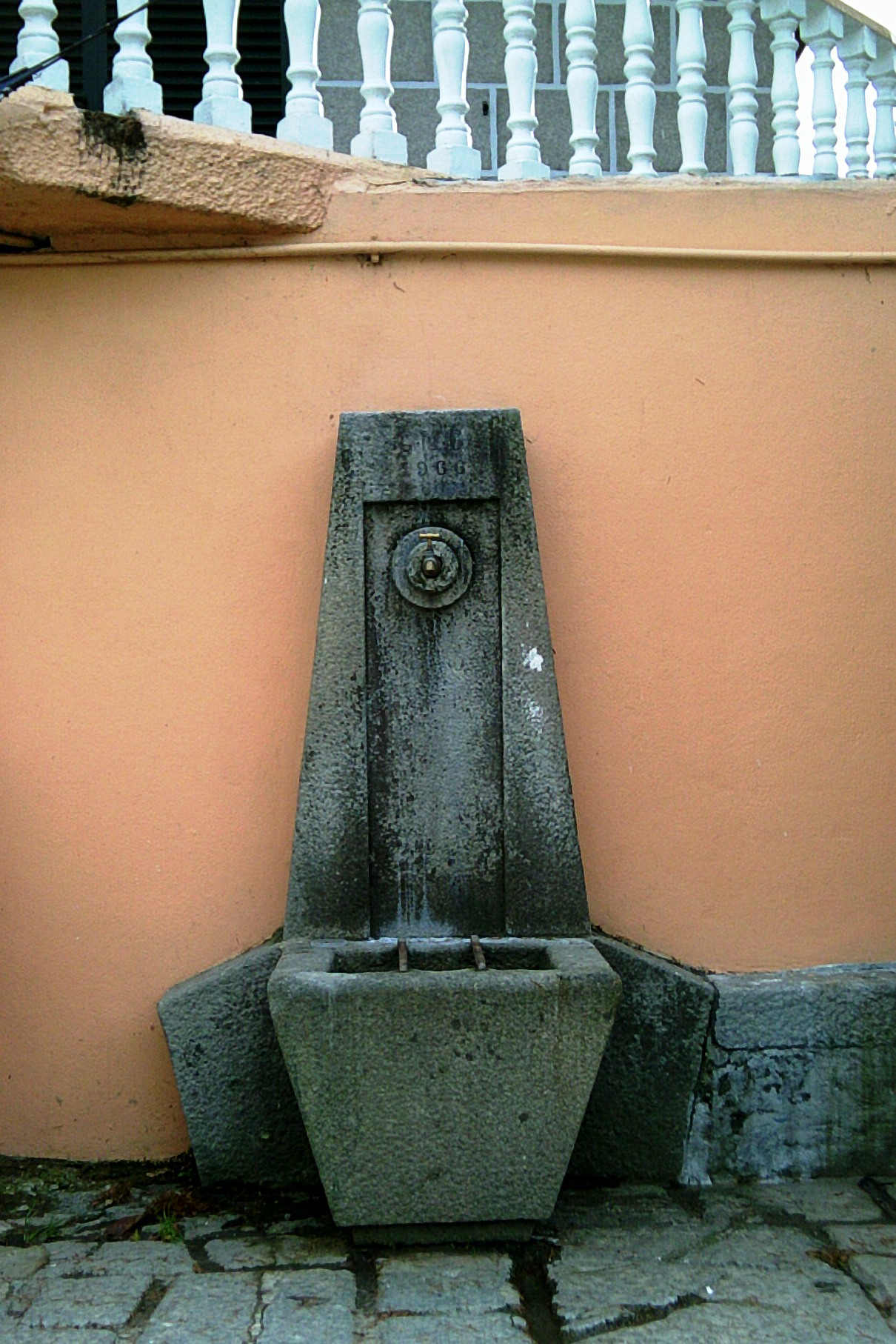
Loivos da Ribeira: Fontanário